# Église Saint-Pierre de Flers-Bourg
L’église Saint-Pierre est une église située dans le village de Flers-lez-Lille, aujourd'hui quartier de Villeneuve-d'Ascq. Elle est fréquemment appelée l'église Saint-Pierre de Flers-Bourg pour la différencier de l'Église Saint-Pierre d'Ascq située dans le village voisin d'Ascq. Le portail et ses vantaux sont classés monument historique tandis que le reste de l'église est inscrit depuis 1977.

## Historique
On sait qu'il existait déjà un édifice religieux à cet endroit avant la création de Lille au XIe siècle. Des tombes découvertes lors de la fouille sous le chœeur pourraient être antérieures au XIe siècle.
L'église subit de gros travaux d'agrandissement au XVe siècle. La nef présente des colonnes en grès du XVIe siècle.
La tour de l'église date du XVIe siècle, entre 1520 et 1530 ; elle succède alors à une tour plus ancienne, percée d'étroites meurtrières, construite pour la défense de la contrée et qui appartenait à la seigneurie de Roques ascquoise.
À l'été 1566, des iconoclastes détruisent des statues à l'église de Flers.
Au XVIe siècle, l'église dépend de la collégiale Saint-Pierre de Lille.
L'église est couverte en 1850 d'une voûte en berceau. Le clocher comme le portail datent du XVIe siècle.
On y trouve deux chapelles, l'une pour la vierge qui date du XIIIe siècle, l'autre pour saint Pierre dont la construction est antérieure à 1574.
En 2013, la ville de Villeneuve d'Ascq a rénové le beffroi de l'église pour 40 000 euros. La structure bois (essence chêne) du beffroi des cloches a été remplacée complètement. Le beffroi a été tourné d'un quart de tour, pour remettre le balancement des cloches dans l'axe de la nef, avec un assemblage avec des tenons mortaises et des chevilles en bois d'acacias. Les trois cloches ont été remises en service (deux étaient immobilisées auparavant) et le plancher réparé.

## Architecture
L'église est inscrite à l'Inventaire Supplémentaire des Monuments Historiques.

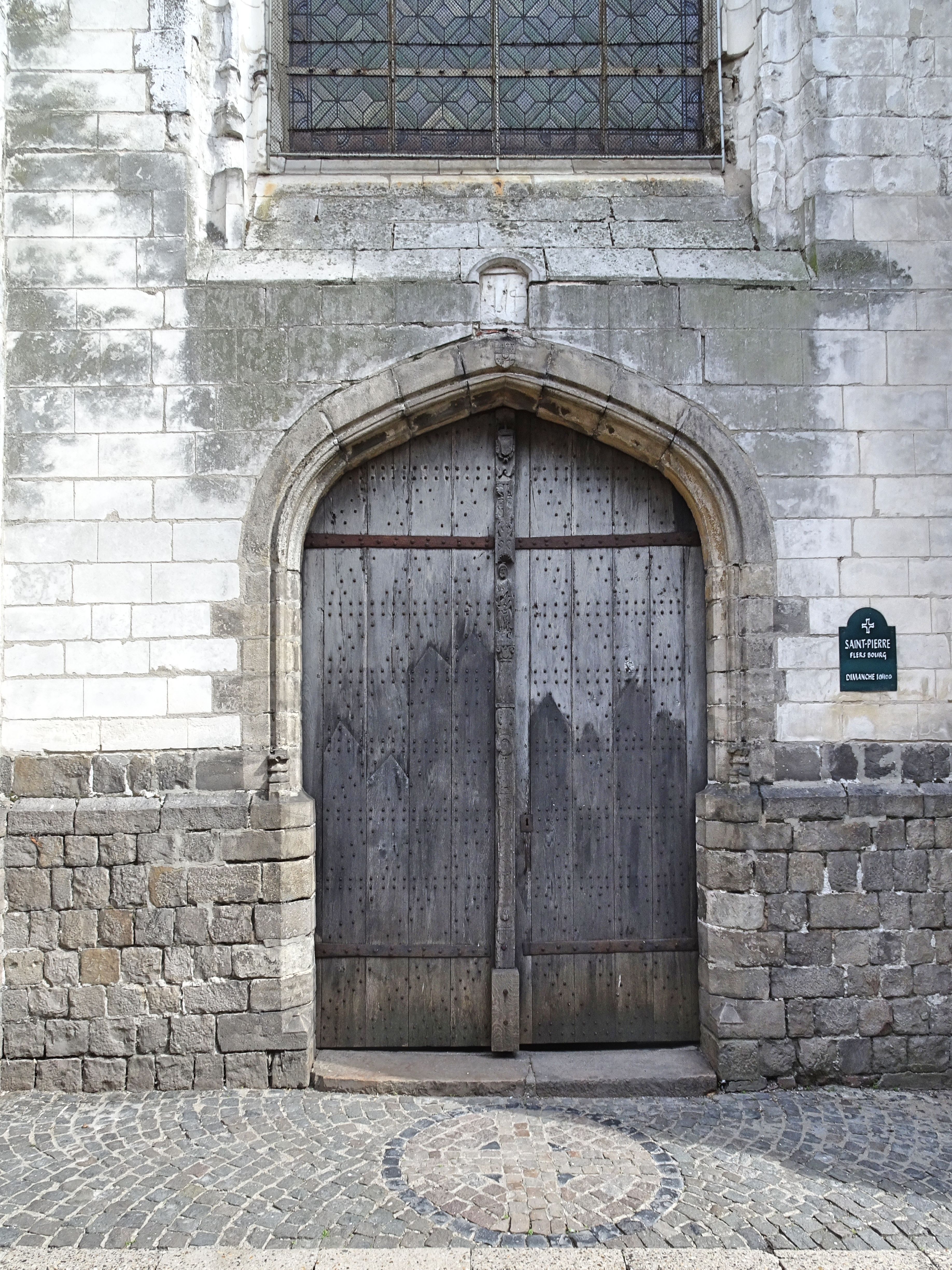
Portail de l'église Saint-Pierre de Flers, gravé aux armes de Noyelles-Mailly

L'édifice en forme de croix latine est orienté vers l'Est. Il possède une tour carrée de 35 mètres de hauteur. Le portail d'entrée de l'église en bois sculpté est orné d'un trumeau mettant en valeur une sculpture de saint Pierre abrité sous un dais. Au-dessus de la statue, le portail (classé Monument Historique) laisse entrevoir les armes de Charles-Quint. La nef possède des colonnes en grès et est couverte d'une voûte en berceau. Les bas-côtés de l'église ont des voûtes d'ogive en plâtre.
Sur le portail sont gravées les armes de Noyelles-Mailly. Il est décoré de l'aigle bicéphale de Charles-Quint encadré du collier de la Toison d'Or. La porte est ornée d'une représentation de saint Pierre.

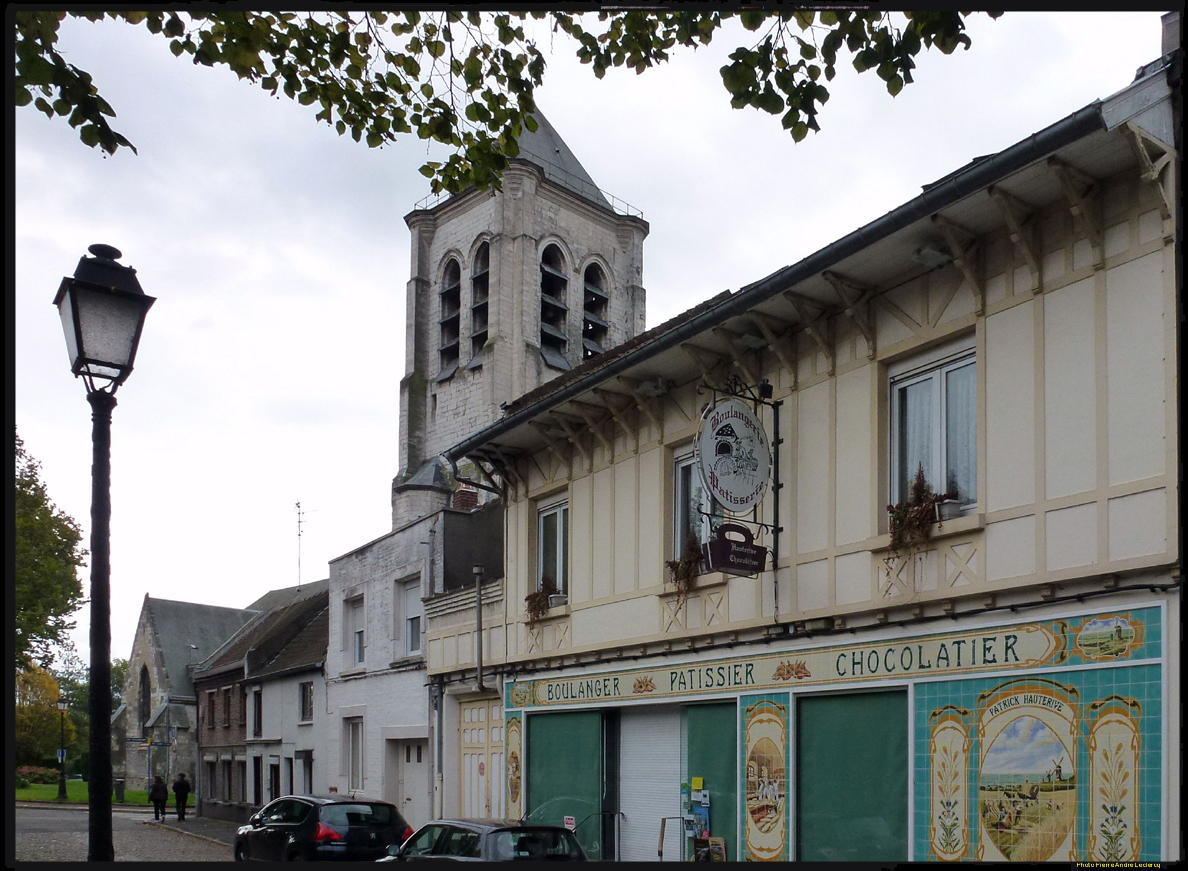
L'église Saint-Pierre de Flers.
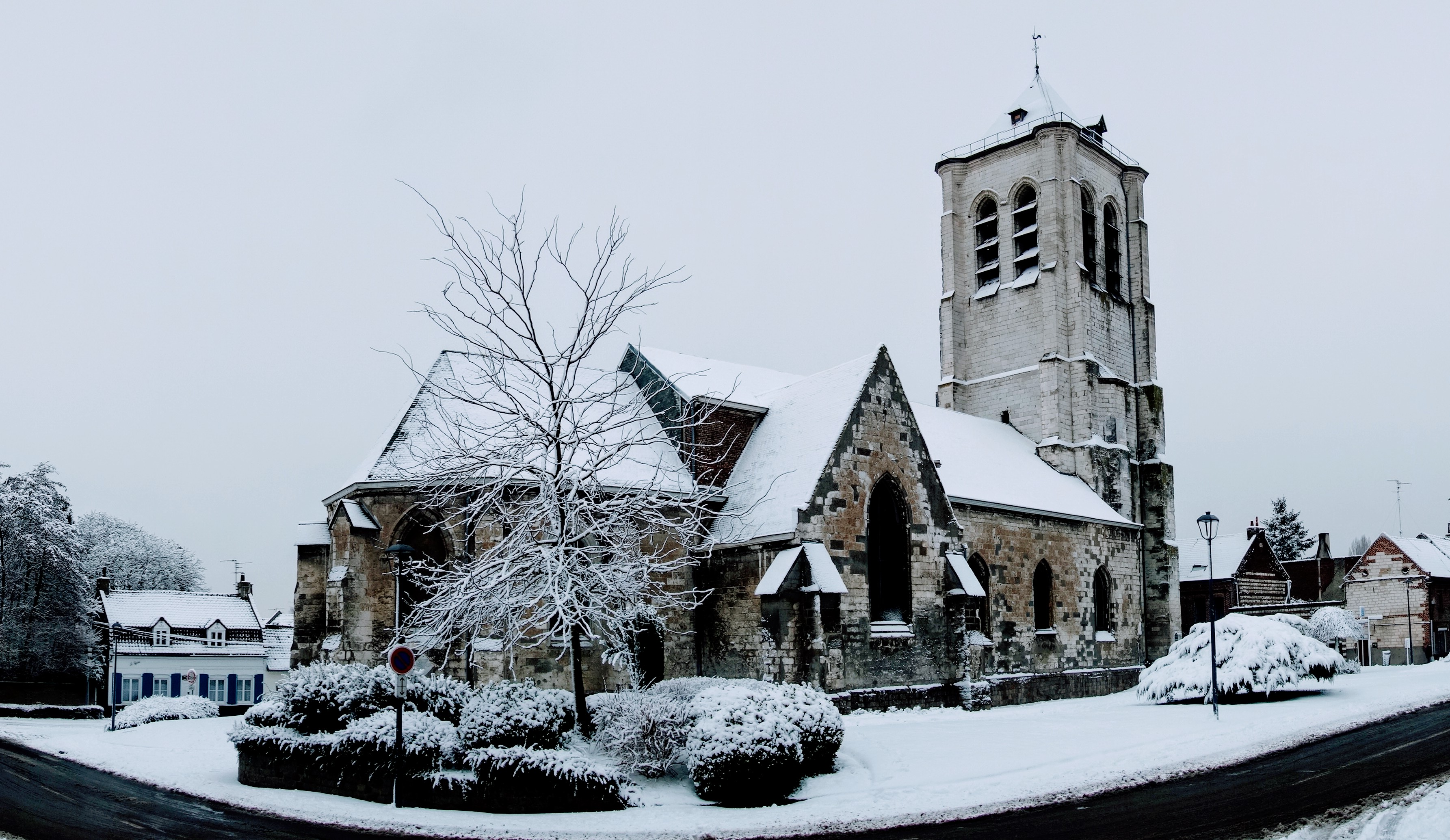
Église Saint-Pierre enneigée.